# جمهورية أوديسا السوفيتية
جمهورية أوديسا السوفيتية (بالأوكرانية: Одеська Радянська Республіка)، و(الروسية: Одесская Советская Республика) كانت جمهورية سوفيتية قصيرة العمر تشكلت في 30 يناير من أجزاء من محافظتي خيرسون وبيسارابيا التابعتان للإمبراطورية الروسية السابقة.

## وصف مختصر
تم إعلان الجمهورية خلال الغزو البلشفي لأوكرانيا مباشرة قبل أن تطرد القوات البلشفية الحكومة الأوكرانية من كييف وسفاتول شري وتعلن استقلال جمهورية مولدافيا الديمقراطية. كانت الهيئة الحاكمة لأوديسا السوفيتية هي رومشرود التي تشكلت في مايو 1917 بعد وقت قصير من ثورة فبراير. وبعد مؤتمرها الثاني، ترأس فلاديمير يودوفسكي الجمهورية. كان قد تم تثبيته بعد انقلاب موالي للبلشفية نظمه نيكولاي كريلينكو.
في يناير 1918 تم تعيين يودوفسكي رئيسًا للمجلس المحلي لمفوضي الشعب وشكل حكومة تضم البلاشفة والأناركيين وأعضاء الحزب الاشتراكي الثوري. أعلنت الحكومة أن مدينة أوديسا مدينة حرة وتعهدت بالولاء للحكومة البلشفية في بتروغراد. وفي الشهر التالي، تم تصفية الحكومة من قبل ميخائيل مورافيوف ودمجها مع اللجنة التنفيذية المركزية الإقليمية رومشرود.
أصدرت المدينة طوابع البريد الخاصة بها والمال. وفي خضم عدم الاستقرار الناجم عن الحرب الأهلية، كان لهذه القيم قيمة أكبر من الأموال التي أصدرتها الحكومة المركزية القيصرية السابقة.[بحاجة لمصدر]
عدم الاستقرار السياسي يعني أن عدم اعتراف أي حكومة أخرى بها، بما في ذلك البلاشفة الروس، خلال وجودها القصير. لقد فشلت الجمهورية في وقف الاحتلال الروماني في بيسارابيا، وهي المنطقة التي تطالب بها ولم يعد لها وجود تام عندما تم أزالتها قوات القيصرية الألمانية والإمبراطورية النمساوية المجرية في 13 مارس 1918، بعد شهرين من إنشائها، في أعقاب معاهدة بريست ليتوفسك بين القوى المركزية وجمهورية أوكرانيا الشعبية وبتروغراد سوفناركوم. تم إجلاء الحكومة والجيش أولًا إلى نيكولاييف، ثم إلى سيفاستوبول وأخيراً إلى روستوف أون دون. 

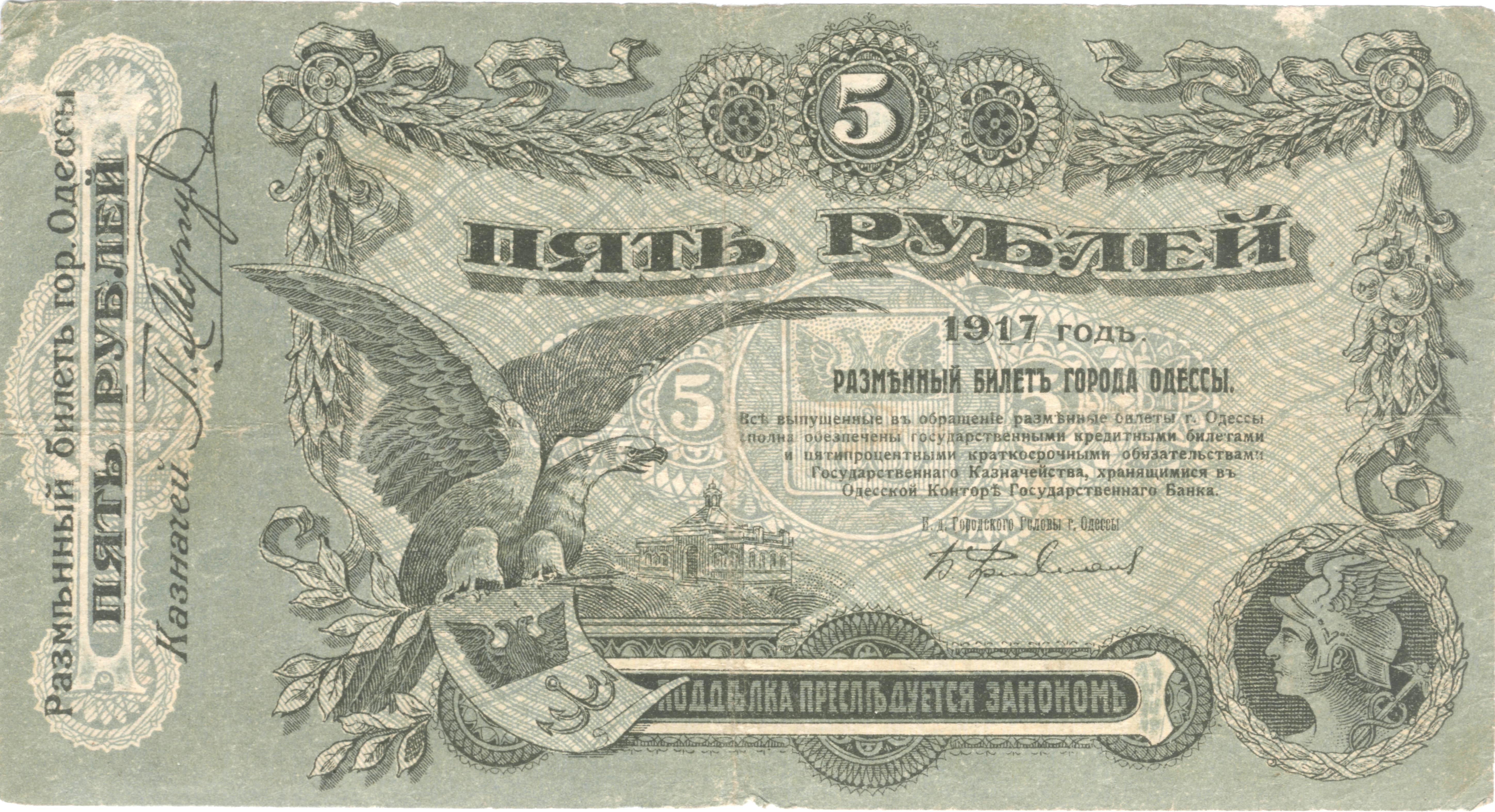
ورقة خمسة روبل أوديسا، 1917.

## روابط خارجية
- (بالروسية) أوديسا الجمهورية السوفيتية على odesskiy.com
- (بالأوكرانية) أوديسا الجمهورية السوفيتية على leksika.com.ua